# Njurunda glesbygdsområde
Njurunda glesbygdsområde är en av Sundsvalls kommuns åtta kommundelar. Den omfattar de västra, södra och östra delarna av Njurunda distrikt. Tätorten Juniskär ligger i kommundelen.